# Neolitska revolucija
Neolitska revolucija je izraz kojim se opisuje tzv. prva poljoprivredna revolucija - prijelaz dotadašnjih kultura lovaca i sakupljača na novi način života koji su označavale poljoprivreda i trajna naselja. Arheološki nalazi ukazuju da se ona - u obliku domestikacije raznih biljaka i životinja - dogodila na najmanje šest lokacija u svijetu nezavisno jedno od drugih, pri čemu najstariji tragovi datiraju od oko prije 10.000 godina na Bliskom Istoku i današnjoj Indiji.
Neolitska revolucija se odražavala dalje od uvođenja jednostavnih tehnika za proizvodnju hrane. U nekoliko sljedećih tisućljeća je ona transformirala dotadašnje male i pokretne skupine lovaca-sakupljača - koje su prevladavale najveći dio postojanja ljudskog roda - u sjedilački društva temeljena na izgrađenim selima, a kasnije i grad ovima, a pri čemu se radikalno mijenjala njihov okoliš kroz specijalizirane oblike proizvodnje hrane (navodnjavanje i razni oblici skladištenja hrane), a što je dozvolilo da se u tim društvima stvori višak hrane. Te tehnike su omogućile da se stvore naselja s velikom gustoćom stanovništva, gdje je došlo do prve podjele rada, tržišne ekonomije, razvoja umjetnost i, arhitekture i kulture, potom centralizirane uprave i političke strukture, hijerarhijskih ideologija te depersonaliziranih sustava znanja (vlasništvo i pisma). Najraniji i najjasniji primjer takve transformacije su sumerski gradovi 3500. pr. Kr. čiji nastanak označava i kraj neolitskog prapovijesnog razdoblja.